# Vytautas Landsbergis
Vytautas Landsbergis (Kaunas, 18 ottobre 1932) è un politico lituano, membro del Parlamento europeo.
Fondatore del Sąjūdis, fu il principale fautore dell'indipendenza lituana del 1990-1991 dall'Unione Sovietica. Dall'11 marzo 1990, data della dichiarazione d'indipendenza, ricoprì la carica di Presidente della Repubblica, divenendo il primo capo di Stato nella storia post-sovietica della Lituania.

## Biografia
Nato a Kaunas da Vytautas Landsbergis-Žemkalnis (1893-1993), architetto di vaglia, e da Ona Jablonskytė-Landsbergienė (1894-1957), oculista; la madre, durante il secondo conflitto mondiale, aiutò un'adolescente ebrea ospitandola nell'abitazione di famiglia, vedendo in seguito riconosciuto il suo merito con l'inserimento tra i Giusti tra le Nazioni. Vytautas Landsbergis frequentò il Conservatorio di Vilnius, divenendone poi un professore nel 1978. È sposato con la nota pianista lituana Gražina Ručytė-Landsbergienė, ed ha tre figli; è inoltre il nonno del politico lituano Gabrielius Landsbergis.

## Carriera politica
Durante la Perestrojka, le riforme portate avanti da Gorbaciov (dal 1985 Segretario del Partito Comunista Sovietico e dunque uomo più potente nell'URSS) rilanciarono le forze nazionaliste delle varie repubbliche sovietiche, soprattutto quelle delle nazioni periferiche, formate da Stati che molti decenni prima erano stati occupati e annessi.
In Lituania il 3 giugno 1988 Landsbergis fondò Sąjūdis, il Movimento Nazionalista Riformatore per la Lituania (“Sąjūdis” in lituano vuol dire “movimento”). Il programma politico di Sajūdis prevedeva l'indipendenza della repubblica baltica, e conquistò popolarità nazionale con dibattiti e manifestazioni volte a risvegliare lo spirito patriottico dei lituani dalla preesistente apatia politica. Con la spinta del Movimento, il Soviet Supremo della Repubblica Socialista Lituana emanò leggi che favorirono la nascita di un sistema multipartitico, e adottò un numero di altre importanti decisioni, incluso il ritorno della bandiera e dell'inno nazionale, oltre a rendere il lituano la lingua statale. Un numero sempre più crescente di dirigenti del Partito Comunista Lituano (PCL) aderì alla causa di Sajūdis, tra cui Algirdas Brazauskas, il segretario di quel partito.
Dopo le elezioni del 1990, in cui vinsero nettamente i candidati appoggiati dal Sajudis, divenne Presidente del Soviet Supremo lituano e, dopo la dichiarazione di indipendenza lituana, primo Presidente della Lituania.
Durante gli eventi di gennaio 1991 giocò un ruolo cruciale nell'affrontare l'Armata Rossa che aveva invaso il Paese e minacciava di abbattere il neo-stato.
Nel 1993 porta molti aderenti del Sajudis a formare Unione della Patria - Democratici Cristiani di Lituania, partito politico conservatore oggi membro del Partito Popolare Europeo. Lo stesso Landsbergis dal 2004 al 2014 è membro del Parlamento europeo per il suo partito per due mandati consecutivi.

## Curiosità
- accompagnò la nazionale della Lituania alle Olimpiadi di Barcellona 1992, dove la squadra di pallacanestro (sport nazionale) maschile vinse una storica medaglia di bronzo contro l'ex URSS.[6]